# Рэй, Джереми
Джереми Николас Рэй (англ. Jeremy Nicholas Rae; род. 19 мая 1991, Форт-Эри, Онтарио) — канадский легкоатлет, специалист по бегу на средние дистанции. Выступал на профессиональном уровне в 2007—2015 года, обладатель серебряной медали Всемирной Универсиады в Казани, серебряный призёр чемпионата Канады на дистанции 1500 метров.

## Биография
Джереми Рэй родился 19 мая 1991 года в городе Форт-Эри провинции Онтарио, Канада. Занимался лёгкой атлетикой во время учёбы в католической старшей школе в Порт-Колборне.
Первого серьёзного успеха на международном уровне добился в сезоне 2009 года, когда вошёл в состав канадской сборной и выступил на юниорском панамериканском первенстве в Порт-оф-Спейн, где выиграл серебряную медаль в зачёте бега на 1500 метров
В 2010 году бежал 1500 метров на юниорском мировом первенстве в Монктоне, в финал не вышел.
Продолжил спортивную карьеру в Университете Нотр-Дам, в составе местной легкоатлетической команды Notre Dame Fighting Irish успешно выступал на различных студенческих соревнованиях в США, в частности неоднократно попадал в десятку сильнейших в первом дивизионе чемпионата Национальной ассоциации студенческого спорта (NCAA).
В 2013 году в дисциплине 1500 метров стал серебряным призёром на чемпионате Канады в Монктоне. Будучи студентом, представлял Канаду на Всемирной Универсиаде в Казани — в программе 1500 метров завоевал серебряную награду, уступив в финале только россиянину Валентину Смирнову.
В 2015 году установил свои личные рекорды на дистанциях 800 и 1500 метров — 1:48.66 и 3:36.85 соответственно. По окончании сезона завершил спортивную карьеру.
Впоследствии пробовал себя в велоспорте, пытался побить рекорд Канады по эверестингу. Ныне проживает в Гамильтоне, занимается организацией шоссейных велозаездов.